# Winfield (Teksas)
Winfield – miasto w Stanach Zjednoczonych, w stanie Teksas, w hrabstwie Titus.